# 八幡東區
八幡東區（日语：／ Yahatahigashi ku */?）是福岡縣北九州市的7個行政区之一。

## 歷史

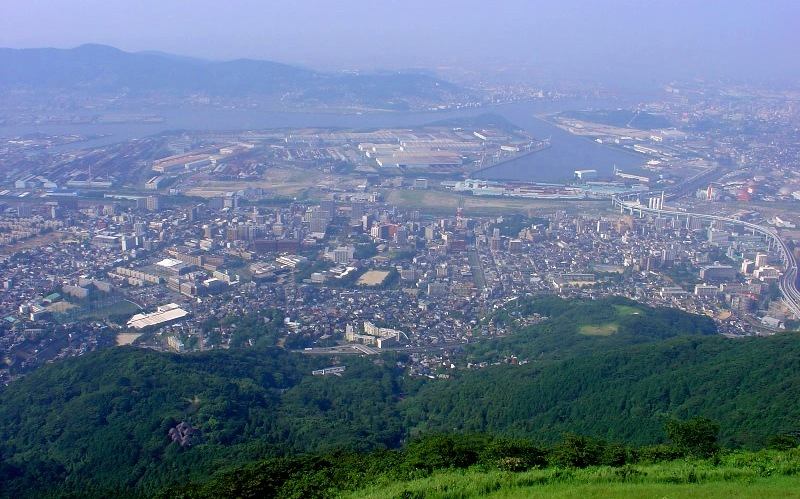
從皿倉山所見到的市區

### 年表
- 1889年4月1日：實施町村制，現在的轄區在當時分屬： 遠賀郡：八幡村。
- 1899年2月15日：八幡村改制為八幡町。
- 1917年3月1日：八幡町改制為八幡市。[1]
- 1925年4月28日：板櫃町大部分地區被併入小倉市，另有少部分地區被併入八幡市。
- 1963年2月10日：八幡市與門司市、小倉市、戶畑市、若松市合併為北九州市。
- 1963年4月1日：北九州市成為政令指定都市，同時設置八幡區。
- 1974年4月1日：行政區重劃，八幡區被分割為八幡東區與八幡西區，小倉區的山田地區被改劃入八幡東區。

## 交通

### 鐵路
- 九州旅客鐵道
  - 鹿兒島本線：枝光車站 - 太空世界車站 - 八幡車站

|  |  |

## 教育

### 大學
- 九州國際大學

### 高等學校
- 福岡縣立八幡高等學校
- 九州國際大學付屬高等學校
- 九州國際大學付屬中高等學校